# Victor Huster
Victor Huster (* 8. Januar 1955 in Baden-Baden) ist ein deutscher Medailleur.

## Leben

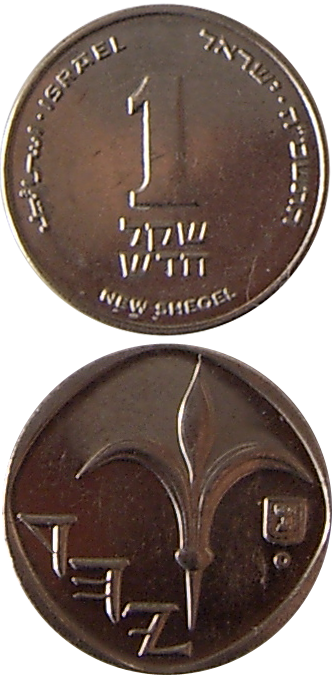
1-Schekel-Münze Israels

Victor Huster begann mit 17 Jahren erste Medaillen zu prägen. Es folgten Ausbildungen und Studien zu Schmuckdesign, Plastik, Gravur, Goldschmiedekunst, Werkzeugbau und industrieller Prägetechnik. Mit 21 Jahren machte er sich selbständig und 1977 eröffnete er seine eigene Kunstprägeanstalt. In den 1980er-Jahren arbeitete er als freischaffender Künstler in Israel. Hier gestaltete er u. a. die 1-Schekel-Münze Israels.
Einige seiner Arbeiten werden im Landesmuseum Württemberg in Stuttgart, im Münzkabinett Berlin und im British Museum in London aufbewahrt.
Huster gestaltete u. a. 1982 die 5-DM-Gedenkmünze „10 Jahre Umweltkonferenz der Vereinten Nationen“ und die 10-Euro-Gedenkmünzen „100 Jahre Deutsches Museum München“ (2003), „100 Jahre Deutsche Nationalbibliothek“ (2012) und „300 Jahre Fahrenheit-Skala“ (2014).
Am 6. Oktober 2012 wurde Victor Huster von der Deutschen Gesellschaft für Medaillenkunst und der Stadt Suhl mit dem Deutschen Medailleurpreis ausgezeichnet.